# 옥스퍼드성

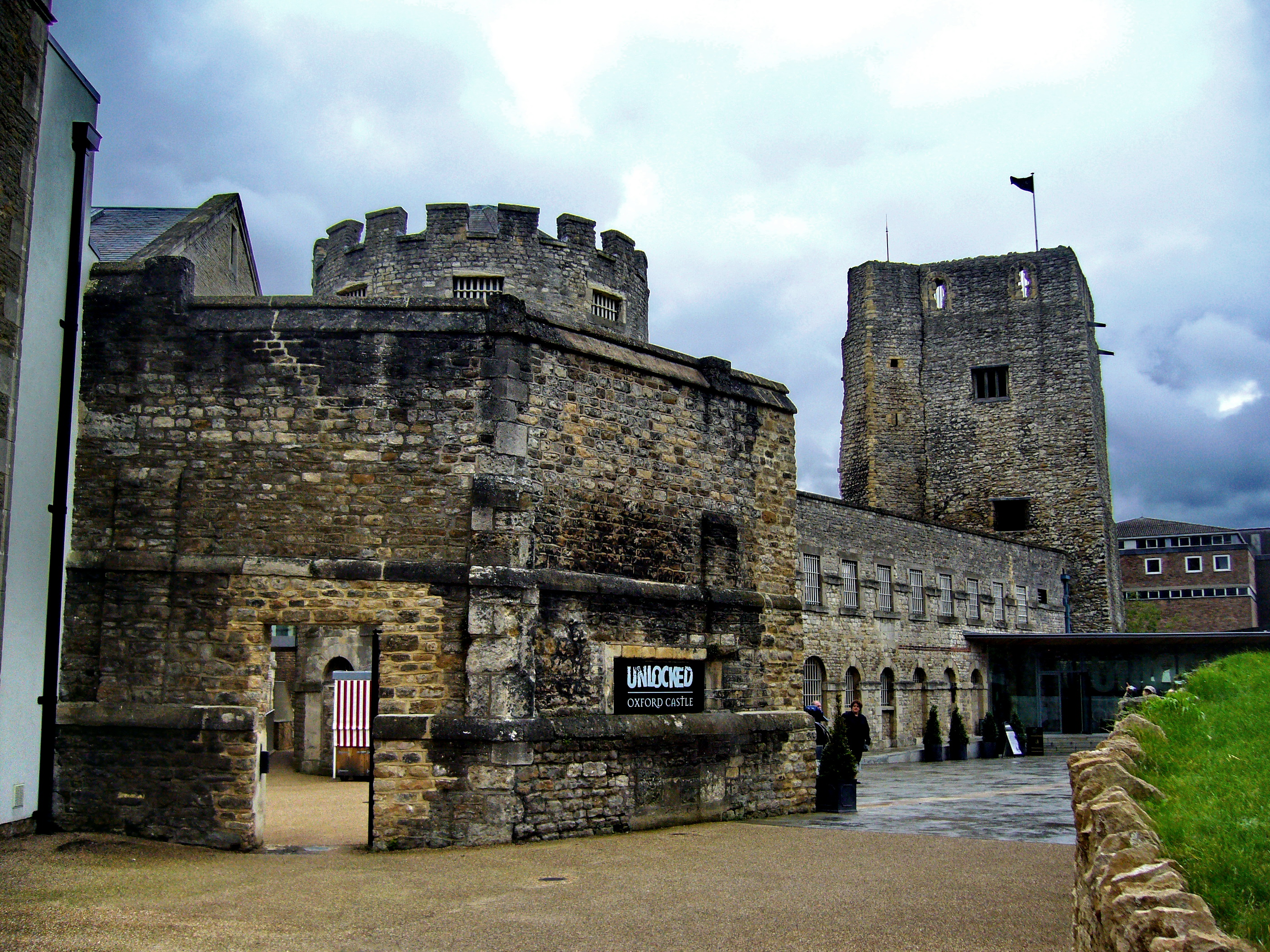
옥스퍼드성

옥스퍼드성(영어: Oxford Castle)은 잉글랜드 옥스퍼드셔주 옥스퍼드에 위치한 성이다. 1066년 노르만 정복 직후 1071년에 노르만인 남작 로버트 도일리가 건설하였다.
성은 14세기에 감옥으로 사용되게 되었다. 1888년에는 왕립 감옥이 되었다. 1996년에 폐쇄되어 옥스포드셔 카운티 의회에 넘겨졌다. 이후, 유적 관광지로 개방하였다. 독방은 객실로 이용하여 부지의 대부분은 호텔로 전환되었다.